# Courcoué
Courcoué ist eine französische Gemeinde mit 237 Einwohnern (Stand: 1. Januar 2022) im Département Indre-et-Loire in der Region Centre-Val de Loire; sie gehört zum Arrondissement Chinon und zum Kanton Sainte-Maure-de-Touraine. 

## Geographie
Die Gemeinde Courcoué liegt im Regionalen Naturpark Loire-Anjou-Touraine, etwa 20 Kilometer südöstlich von Chinon. Nachbargemeinden von Courcoué sind La Tour-Saint-Gelin im Norden, Chezelles im Nordosten, Verneuil-le-Château im Osten, Luzé im Osten und Südosten, Braslou im Süden sowie Chaveignes im Westen.

## Bevölkerungsentwicklung
| Jahr                       | 1962 | 1968 | 1975 | 1982 | 1990 | 1999 | 2006 | 2013 | 2021 |
| Einwohner                  | 370  | 364  | 280  | 284  | 259  | 239  | 248  | 263  | 241  |
| Quellen: Cassini und INSEE |      |      |      |      |      |      |      |      |      |

## Sehenswürdigkeiten
- Kirche Saint-Denis
- Schloss La Courtinière aus dem 19. Jahrhundert
- Herrenhäuser La Mabilière, La Messardière und Preugny
- Wasserturm

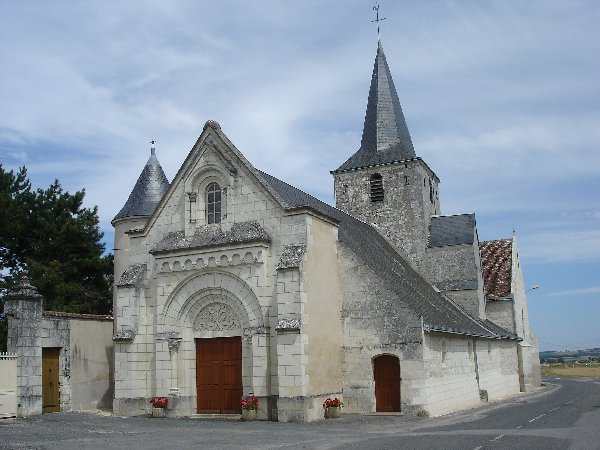
Kirche Saint-Denis
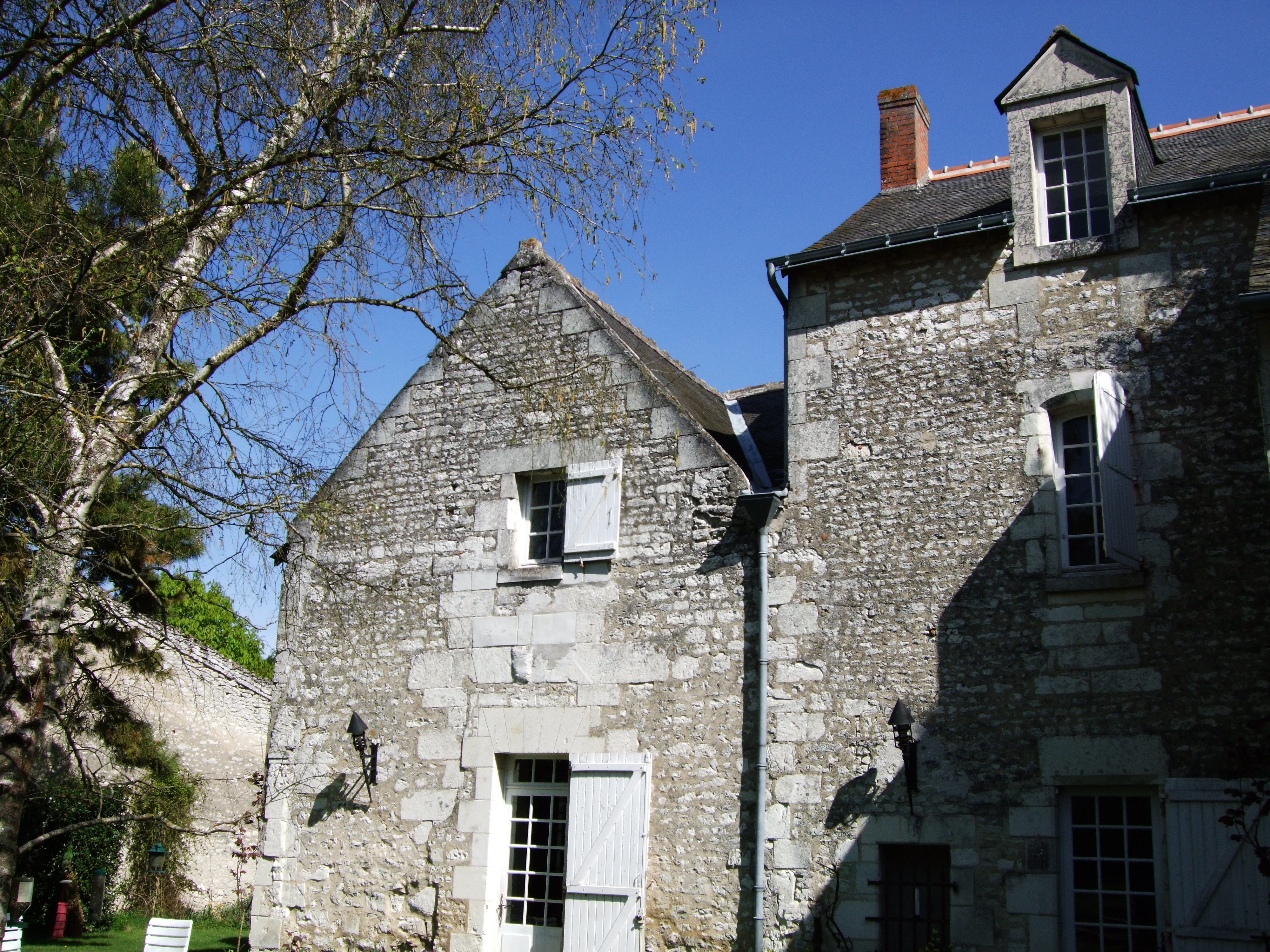
Herrenhaus La Mabilière